# Salvatore Barzilai
Salvatore Barzilai, född den 7 maj 1860, död den 5 januari 1939, var en italiensk jurist, publicist och politiker.
Barzilai föddes av judiska föräldrar i det då österrikiska Triest, och dömdes 1878 som högförrädare till flera års fängelse för delaktighet i en italiensk irredentarörelse. 
Han benådades dock efter ett år och utvandrade till Italien. Han verkade där som advokat och tidningsman, invaldes 1890 i parlamentet och anslöt sig till vänsterrepublikanerna. 
Barzilai arbetade särskilt för Italiens utträde ur trippelalliansen, var 1915-16 minister utan portfölj i Antonio Salandras ministär och 1919 en av de fem delegater, som å Italiens vägnar undertecknade Versaillesfreden. 
Efter fascismens genombrott i Italien spelade han ingen politisk roll. Barzilai var även verksam som juridisk och politisk författare.

Criminalità in Italia, 1886